# Wilmer Font
Wilmer Font Gomez (né le 24 mai 1990 à La Guaira, La Guaira, Venezuela) est un lanceur droitier de baseball.

## Carrière
Wilmer Font signe son premier contrat professionnel en 2006 avec les Rangers du Texas. Réputé pour sa balle rapide pouvant atteindre les 158 km/h, il est opéré au coude droit et manque toute la saison 2011 alors qu'il évolue encore dans les ligues mineures.
Font fait ses débuts dans le baseball majeur par une présence comme lanceur de relève pour Texas le 18 septembre 2012. Il joue 5 matchs pour les Rangers en 2012 et 2013 et sa moyenne de points mérités s'élève à 5,40 en trois manches et un tiers lancées.
Après une saison 2014 jouée avec les RoughRiders de Frisco, un club-école des Rangers du Texas, Wilmer Font joue en 2015 pour les Champions d'Ottawa, une équipe indépendante faisant partie de la Ligue Can-Am.. Il est en ligues mineures avec des clubs affiliés aux Blue Jays de Toronto en 2016 et aux Dodgers de Los Angeles en 2017.